# Верижников, Александр Юрьевич
Александр Юрьевич Верижников (16 июля 1968, Москва, СССР) — российский футболист и игрок в мини-футбол.
В начале сезона 2009/10 являлся главным тренером московского мини-футбольного клуба «Дина».

## Биография
Александр Верижников начинал карьеру в большом футболе, играл за калининскую «Волгу».
С начала 90-х больше времени посвящал мини-футболу. В 1991 году в составе московского КСМ-24 Александр одержал победу в первом и единственном чемпионате СССР по мини-футболу. По его итогам он стал лучшим бомбардиром и был признан лучшим игроком.
В 1992—1993 играл за финские клубы «Рованиеми», КеПС и «Виссан П», при этом продолжая выступления за КСМ-24.
В 1994 году Верижников перешёл в московскую «Дину», в составе которой стал шестикратным чемпионом и пятикратным обладателем кубка России, а также три раза побеждал в Турнире европейских чемпионов и один раз в Межконтинентальном Кубке. По итогам трёх чемпионатов (1991, 1993 и 1998) он признавался лучшим игроком страны.
В составе сборной России по мини-футболу Александр Верижников добился победы на чемпионате Европы по мини-футболу 1999 года, а также завоёвывал бронзовые награды чемпионата мира 1996 и серебряные награды чемпионата Европы 1996.
Завершив в 2006 году свою игровую карьеру, Верижников остался в «Дине» на должности спортивного директора. А в 2009 году он был назначен главным тренером команды, однако вскоре покинул эту должность.

## Достижения
- Бронзовый призёр чемпионата мира по мини-футболу 1996
- Чемпион Европы по мини-футболу 1999
- Серебряный призёр чемпионата Европы по мини-футболу 1996
- Бронзовый призёр чемпионата Европы по мини-футболу 2001
- Победитель студенческого чемпионата мира по мини-футболу 1994
- Чемпион СССР по мини-футболу 1991
- Чемпион России по мини-футболу (6): 1994-95, 1995-96, 1996-97, 1997-98, 1998-99, 1999—2000
- Обладатель кубка России по мини-футболу (5): 1995, 1996, 1997, 1998, 1999
- Турнир Европейских Чемпионов по мини-футболу (3): 1995, 1997, 1999
- Межконтинентальный Кубок по мини-футболу 1997
- Обладатель Кубка Высшей Лиги: 1995

Личные:
- Лучший бомбардир чемпионата СССР по мини-футболу 1991
- Лучший игрок чемпионата России (3): 1991, 1992/93, 1997/98